# 韋萊卡嶺

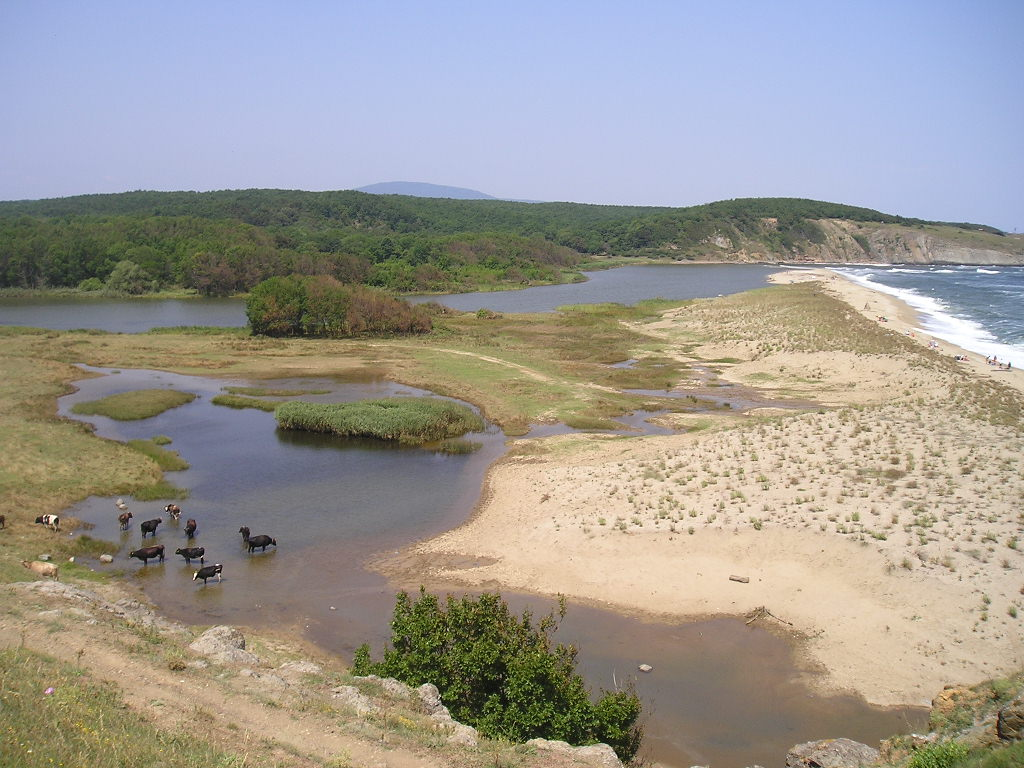

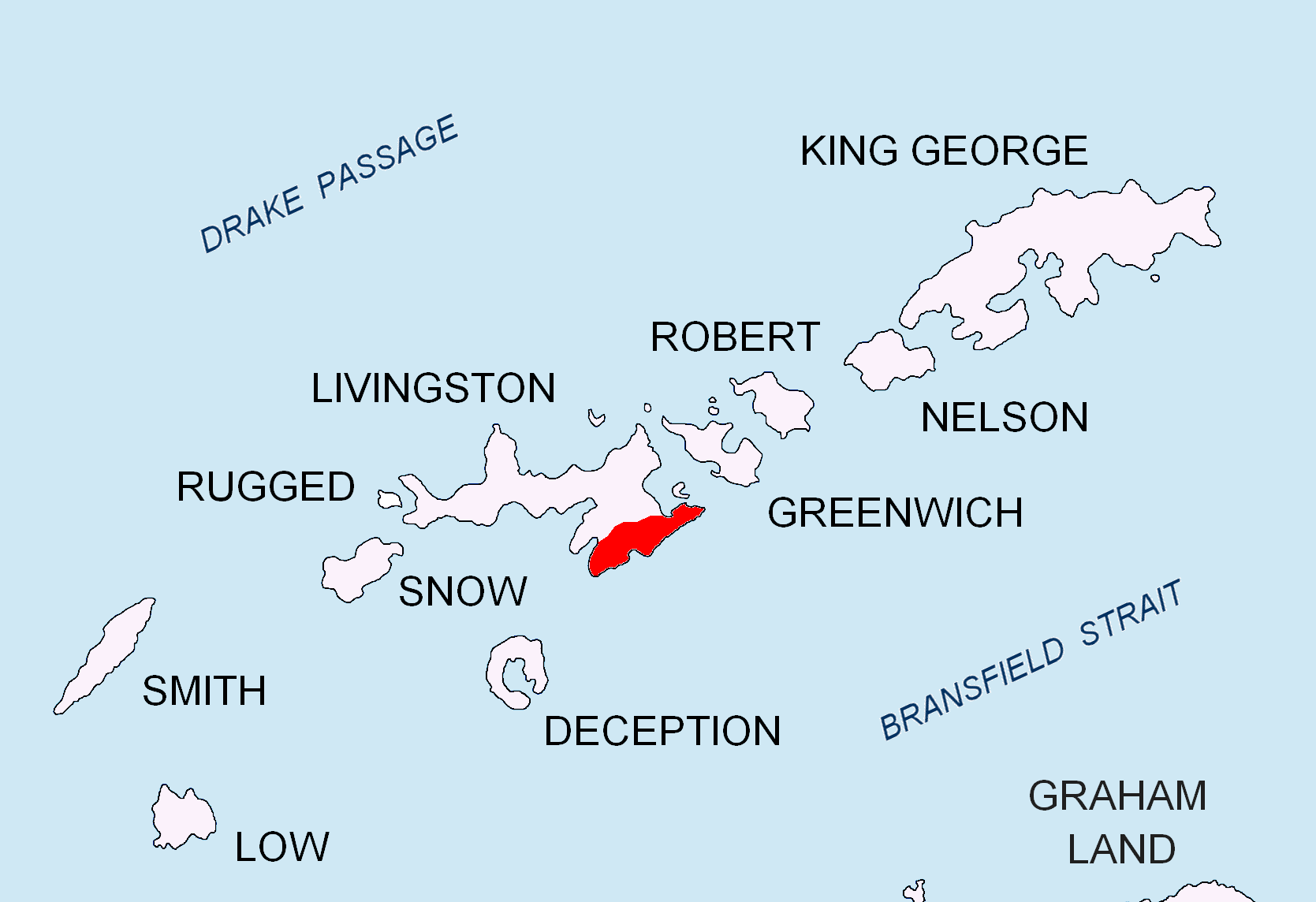

62°44′32.1″S 60°18′34″W / 62.742250°S 60.30944°W
韋萊卡嶺（英語：Veleka Ridge）是南極洲的山嶺，位於南設得蘭群島的利文斯頓島，長3公里、寬1.3公里，屬於弗里斯蘭嶺的一部分，最高點海拔高度538米，該山嶺以保加利亞東南部河流命名。

## 外部連結
- SCAR Composite Gazetteer of Antarctica（页面存档备份，存于）.